# 검은볏긴팔원숭이
검은볏긴팔원숭이 또는 검은긴팔원숭이, 콘칼라긴팔원숭이(학명, Nomascus concolor)는 인도와 말레이 제도 그리고 인도차이나에서 발견되는 긴팔원숭이과의 유인원이다. 4종의 아종이 있다.
긴 팔만 이용해서 나무와 나무 사이를 오가거나 가지에 매달려 있다. 땅에서는 두 발로 걸어 다닌다. 가족 단위로 무리 지어 생활하는데, 한 쌍의 암수는 자신의 영역을 만들어 다른 무리에게 울음소리로 자신의 영역을 알린다. 무리 안에서는 표정이나 몸동작을 이용하여 슬픔과 분노, 기쁨을 표현하기도 한다.
몸무게 5~7kg, 꼬리가 없는 작은 유인원이다. 털색은 수컷은 검은색 이고 암컷은 엷은황색이다. 머리 꼭대기에 벼슬과 같은 긴 털이 있다.
천적은 표범, 구름표범, 대형뱀 등이 있다.
개체 수는 약 250마리이다.

## 아종
- 검은볏긴팔원숭이 (Nomascus concolor)
  - 통킹 검은볏긴팔원숭이 (Nomascus concolor concolor)
  - 라오스 검은볏긴팔원숭이 (Nomascus concolor lu)
  - 중부 윈난 검은볏긴팔원숭이 (Nomascus concolor jingdongensis)
  - 서부 원난 검은볏긴팔원숭이 (Nomascus concolor furvogaster)